# Atmósfera de Júpiter

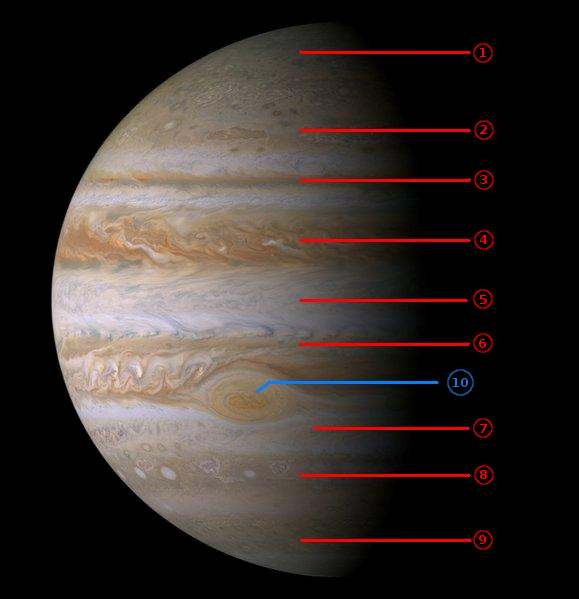
Patrón de nubes en Júpiter.
Leyenda: 1 = Región Polar Norte; 2 = Banda Templada Norte Norte; 3 = Banda Templada Norte; 4 = Banda Ecuatorial Norte; 5 = Zona Ecuatorial; 6 = Banda Ecuatorial Sur; 7 = Banda Templada Sur; 8 = Banda Templada Sur Sur; 9 = Región Polar Sur ;10 = Gran Mancha Roja

La atmósfera de Júpiter es la atmósfera planetaria de mayor tamaño en todo el Sistema Solar. Está compuesta principalmente por hidrógeno molecular y helio en una proporción comparable con la de una estrella; también se encuentran presentes otras sustancias químicas, aunque en pequeñas medidas, tales como el metano, amoníaco, ácido sulfhídrico y agua. Aunque la presencia de este último compuesto no se ha podido observar en forma directa, se cree que reside en las capas más profundas de la atmósfera. La abundancia de oxígeno, nitrógeno, azufre y gases nobles en la atmósfera de Júpiter supera los valores encontrados en las estrellas en una proporción cercana al 3:1.
La atmósfera joviana carece de un límite inferior definido y gradualmente se transforma en el interior líquido del planeta. Las capas atmosféricas son, de inferior a superior, la troposfera, la estratosfera, la termosfera y la exosfera. Cada capa cuenta con un gradiente térmico característico. La capa inferior, la troposfera, posee un complicado sistema de nubes y brumas, compuestas por estratos de amoníaco, hidrosulfuro de amonio y agua. Las nubes de amoníaco superiores que son visibles en la "superficie" de Júpiter se encuentran organizadas en una docena de bandas zonales paralelas al ecuador, que están delimitadas por fuertes corrientes atmosféricas (vientos) conocidas como chorros de aire. Las bandas se alternan en colores: a las bandas oscuras se les llama correas, mientras que a las claras se las denomina zonas. Las zonas, que son más frías, corresponden a las corrientes de aire ascendente, mientras que las correas señalan las corrientes descendentes. Se cree que el color más claro de las zonas se debe a la presencia de hielo de amoníaco, pero no se conoce con exactitud la razón del color más oscuro de las correas. El origen de la estructura en bandas y de los chorros de aire no se ha podido determinar, aunque existen dos modelos teóricos. El primer modelo sostiene que existen fenómenos en la superficie que recubren un interior estable. Según otro modelo, las bandas y los chorros de aire son simplemente una manifestación del flujo de hidrógeno molecular en el manto de Júpiter, que estaría organizado en cierta cantidad de cilindros.
La atmósfera de Júpiter muestra una amplia gama de fenómenos activos, incluida la inestabilidad de las bandas, vórtices (ciclones y anticiclones), tormentas y relámpagos. Los vórtices se manifiestan como enormes manchas (ovaladas) de color rojo, blanco o marrón. Las dos manchas de mayor tamaño son la Gran Mancha Roja (GMR) y la Pequeña Mancha Roja (PMR); estas y la mayoría de las otras manchas son de características anticiclónicas. Los anticiclones más pequeños suelen ser blancos. Se cree que los vórtices son estructuras relativamente poco profundas, que no superan varios cientos de kilómetros. La GMR, que se sitúa en el hemisferio sur, es el vórtice más grande conocido en todo el Sistema Solar. Su tamaño es tal que podría envolver a varios planetas del tamaño de la Tierra, y ha existido durante al menos trescientos años. La PMR, que se encuentra al sur de la GMR, tiene una magnitud equivalente a un tercio de la anterior y se formó en el año 2000 a raíz de la combinación de tres óvalos blancos.
Júpiter presenta tormentas poderosas, siempre acompañadas por relámpagos. Estas tormentas son un producto de la convección húmeda en la atmósfera relacionada con la evaporación y condensación del agua. Estos sitios presentan fuertes movimientos ascendentes del aire que producen la formación de nubes brillantes y densas. En general, las tormentas se forman en la región de las correas. En Júpiter los relámpagos son mucho más poderosos que en la Tierra; sin embargo, son menos frecuentes y su nivel promedio de actividad es comparable al terrestre.

## Estructura vertical

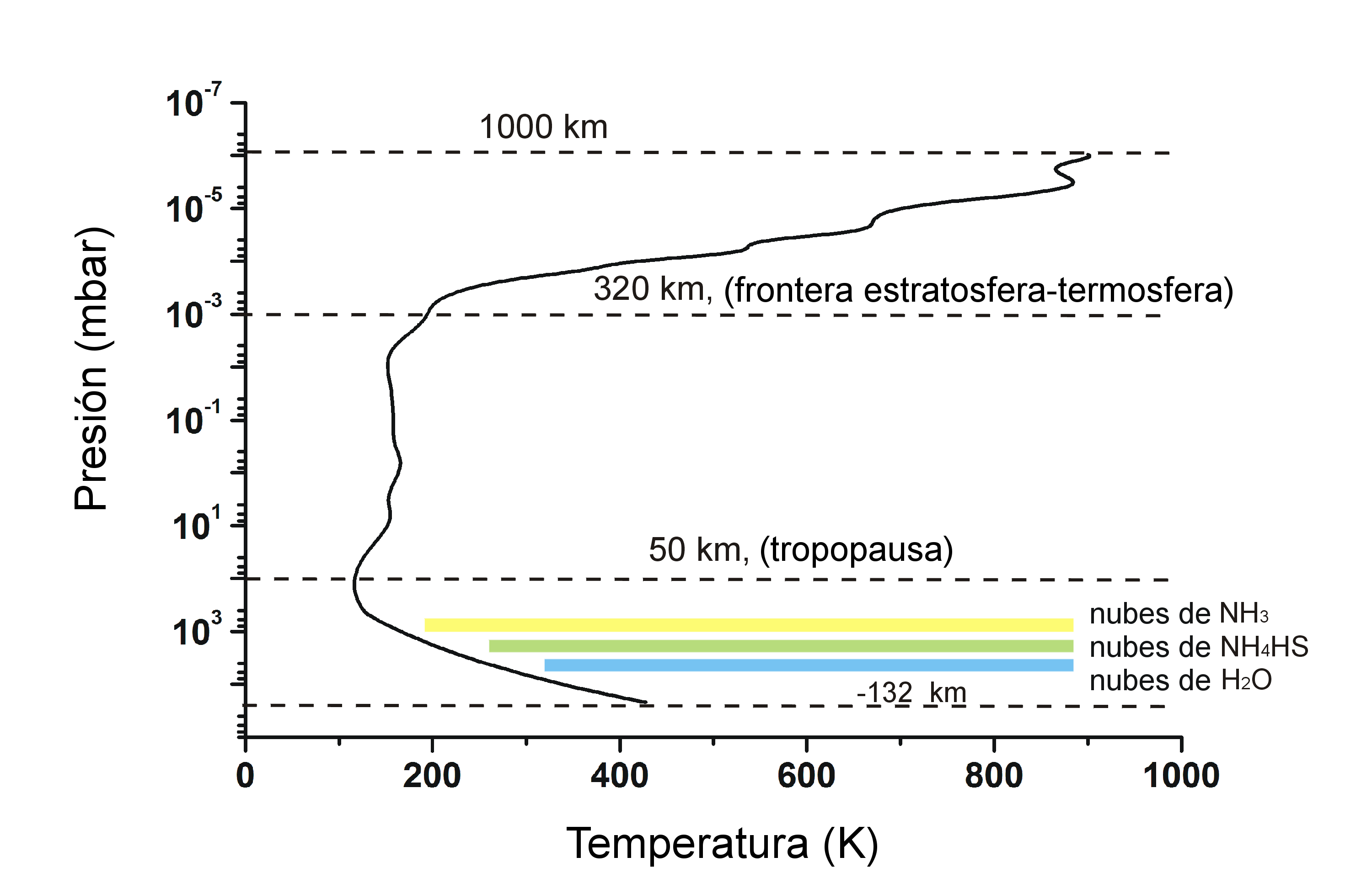
Estructura vertical de la atmósfera joviana. Nótese que la presión disminuye junto con la altitud. El nivel de −132 km es la profundidad máxima alcanzada por la sonda atmosférica Galileo.

La atmósfera de Júpiter se clasifica en cuatro capas, en altitud creciente: la troposfera, la estratosfera, la termosfera y la exosfera. A diferencia de la atmósfera terrestre, Júpiter carece de una mesosfera. Júpiter no posee una superficie sólida y la capa atmosférica más baja, la troposfera, da paso al interior líquido del planeta. Esto ocurre como consecuencia de que las temperaturas y presiones superan ampliamente a aquellas correspondientes a los puntos críticos del hidrógeno y el helio, lo que resulta en la ausencia de un límite marcado entre los estadios de gas y líquido.
Debido a la carencia de un límite inferior definido de la atmósfera, suele considerarse que la presión de 10 bares, que se encuentra a una altitud aproximada de 90 km por debajo de la presión de 1 bar para una temperatura de unos 340 K, marca la base de la troposfera. Dentro del material científico publicado, habitualmente se toma a la presión de 1 bar como "punto cero" de las altitudes (la "superficie") de Júpiter. Al igual que ocurre en la Tierra, la capa atmosférica superior, la exosfera, tampoco cuenta con un límite superior definido. La densidad disminuye gradualmente hasta dar paso al medio interplanetario a unos 5000 km por encima de la "superficie".
Las variaciones en la temperatura vertical de la atmósfera joviana tienen comportamientos similares a las de la atmósfera terrestre. La temperatura de la troposfera disminuye con la altura hasta alcanzar un mínimo, denominado tropopausa, que es el límite entre la troposfera y la estratosfera. En Júpiter, la tropopausa se encuentra a unos 50 km sobre las nubes visibles (o a un nivel de 1 bar), donde la presión y la temperatura son de aproximadamente 0,1 bar y 110 K. En la estratosfera, la temperatura sube a unos 200 K para dar paso a la termosfera, a una altitud y presión cercanas a los 320 km y 1 μbar. En la termosfera, las temperaturas siguen aumentando hasta alcanzar los 1000 K aproximadamente a los 1000 km, donde la presión llega a alrededor de 1 nbar.
La troposfera de Júpiter contiene una estructura de nubes complicada. Las nubes visibles, que se encuentran entre los 0,7 y 1,0 bar de presión, están hechas de hielo de amoníaco. Debajo de ellas, se cree que existen nubes de hidrosulfuro de amonio o sulfuro de amonio (entre 1,5 y 3 bar) y de agua (3 y 7 bar). No existen nubes de metano ya que las temperaturas son demasiado elevadas para que éste pueda condensarse. Las nubes de agua componen la capa de nubes más densa y tienen más influencia que otras nubes en la dinámica atmosférica. Esto es consecuencia de un mayor calor de vaporización del agua y una mayor abundancia de agua en comparación con el amoníaco y el ácido sulfhídrico (el oxígeno es un elemento químico más abundante que el nitrógeno y el azufre). Sobre las principales capas de nubes, se hallan varias capas de neblina, tanto en la troposfera (a 0,2 bar) como en la estratosfera (a 10 mbar). Estas últimas se crean debido a la condensación de hidrocarburo aromático policíclico o hidrazina generado en la parte superior de la estratosfera (1–100 μbar) a partir del metano influenciado por la radiación ultravioleta (UV) del Sol. La abundancia de metano en relación con el hidrógeno molecular en la estratosfera es de aproximadamente 10−4, mientras que la proporción correspondiente a otros hidrocarburos ligeros, como el etano y el acetileno, respecto del hidrógeno molecular es de aproximadamente 10−6.
La termosfera de Júpiter se encuentra a presiones menores a 1 μbar y presenta fenómenos como por ejemplo capas de airglow, auroras polares y emisiones de rayos X. Dentro de ella se localizan capas donde la densidad de los electrones e iones es mayor, formando la ionosfera. Las frecuentes temperaturas elevadas de la termosfera (800–1000 K) aún no han sido explicadas por completo; los modelos teóricos actuales predicen una temperatura no superior a los 400 K. Estas temperaturas podrían ser causadas por la absorción radiación solar de alta energía (rayos UV o X), por el calentamiento de las partículas cargadas que descienden desde la magnetosfera joviana, o por la disipación de ondas de gravedad que se propagan hacia arriba. En los polos y latitudes bajas, la termosfera y la exosfera emiten rayos x, los cuales fueron observados por primera vez por el Observatorio Einstein en 1983. Las partículas de energía que se originan en la magnetosfera de Júpiter crean brillantes auroras ovaladas que envuelven los polos. A diferencia de sus pares terrestres, que sólo aparecen durante tormentas geomagnéticas, estas auroras son una característica permanente de la atmósfera joviana. La termosfera de Júpiter fue el primer lugar fuera de la Tierra donde se descubrió hidrógeno molecular protonado (H3+). Este ion produce fuertes emisiones en la sección infrarroja media del espectro, a una longitud de onda entre 3 y 5 μm, y es el principal refrigerador de la termosfera.

## Composición química
| Abundancia de elementos en relación con el hidrógeo en Júpiter y en el Sol | Abundancia de elementos en relación con el hidrógeo en Júpiter y en el Sol | Abundancia de elementos en relación con el hidrógeo en Júpiter y en el Sol | Abundancia de elementos en relación con el hidrógeo en Júpiter y en el Sol |
| -------------------------------------------------------------------------- | -------------------------------------------------------------------------- | -------------------------------------------------------------------------- | -------------------------------------------------------------------------- |
| Elemento                                                                   | Sol                                                                        | Júpiter/Sol                                                                |                                                                            |
| He/H                                                                       | 0,0975                                                                     | 0,807 ± 0,02                                                               |                                                                            |
| Ne/H                                                                       | 1,23 x 10−4                                                                | 0,10 ± 0,01                                                                |                                                                            |
| Ar/H                                                                       | 3,62 x 10−6                                                                | 2,5 ± 0,5                                                                  |                                                                            |
| Kr/H                                                                       | 1,61 x 10−9                                                                | 2,7 ± 0,5                                                                  |                                                                            |
| Xe/H                                                                       | 1,68 x 10−10                                                               | 2,6 ± 0,5                                                                  |                                                                            |
| C/H                                                                        | 3,62 x 10−4                                                                | 2,9 ± 0,5                                                                  |                                                                            |
| N/H                                                                        | 1,12 x 10−4                                                                | 3,6 ± 0,5 (8 bar) 3,2 ± 1,4 (9–12 bar)                                     |                                                                            |
| O/H                                                                        | 8,51 x 10−4                                                                | 0,033 ± 0,015 (12 bar) 0,19–0,58 (19 bar)                                  |                                                                            |
| P/H                                                                        | 3,73 x 10−7                                                                | 0,82                                                                       |                                                                            |
| S/H                                                                        | 1,62 x 10−45                                                               | 2,5 ± 0,15                                                                 |                                                                            |

| Comparación de las concentraciones (tasas) de varios isótopos en las atmósferas de Júpiter y del Sol | Comparación de las concentraciones (tasas) de varios isótopos en las atmósferas de Júpiter y del Sol | Comparación de las concentraciones (tasas) de varios isótopos en las atmósferas de Júpiter y del Sol | Comparación de las concentraciones (tasas) de varios isótopos en las atmósferas de Júpiter y del Sol |
| --- | --- | --- | --- |
| Isótopo                                                                                              | Tasa en el Sol                                                                                       | Tasa en Júpiter                                                                                      | |
| 13C/12C                                                                                              | 0,011                                                                                                | 0.0108 ± 0,0005                                                                                      | |
| 15N/14N                                                                                              | <2,8 x 10−3                                                                                          | 2,3 ± 0,3 x 10−3 (0,08–2,8 bar)                                                                      | |
| 36Ar/38Ar                                                                                            | 5,77 ± 0,08                                                                                          | 5,6 ± 0,25                                                                                           | |
| 20Ne/22Ne                                                                                            | 13,81 ± 0,08                                                                                         | 13 ± 2                                                                                               | |
| 3He/4He                                                                                              | 1,5 ± 0,3 x 10−4                                                                                     | 1,66 ± 0,05 x 10−4                                                                                   | |
| D/H                                                                                                  | 3,0 ± 0,17 x 10−5                                                                                    | 2,25 ± 0,35 x 10−5                                                                                   | |

La composición de la atmósfera joviana es similar a la del planeta en su totalidad. La atmósfera joviana es la más conocida de todos los gigantes gaseosos ya que fue observada directamente por la sonda Galileo cuando ingresó en la atmósfera joviana el 17 de diciembre de 1995. Entre otras fuentes de información acerca de la composición atmosférica de Júpiter se pueden incluir el  Observatorio Espacial Infrarrojo  (ISO), las sondas Galileo y Cassini, y observaciones realizadas desde la Tierra.
Los dos componentes principales de la atmósfera de Júpiter son el hidrógeno molecular (H2) y el helio. La abundancia de helio es de 0,157 ± 0,0036 en relación con el hidrógeno molecular, por número de moléculas, y su fracción en masa es de 0,234 ± 0,005, que es levemente inferior al valor primordial en el Sistema Solar. La razón de esta cantidad inferior no se comprende por completo, pero, al ser más denso que el hidrógeno, parte del helio podría estar condensado dentro del núcleo del planeta. La atmósfera contiene varios compuestos sencillos, tales como agua, metano (CH4), ácido sulfhídrico (H2S), amoníaco (NH3) y fosfina (PH3). La abundancia de dichas sustancias en la troposfera profunda (debajo de los 10 bar) implica que la atmósfera de Júpiter están enriquecida en elementos como carbono, nitrógeno, azufre y, posiblemente, oxígeno en un factor de 2 a 4 en comparación con los valores pertenecientes al Sol. Gases nobles como argón, kriptón y xenón también parecen estar enriquecidos en relación con las cantidades solares (véase tabla a la derecha), mientras que el neón es mucho más escaso. En cuanto a otros compuestos químicos, como por ejemplo la arsina (AsH3) y el germano (GeH4), únicamente se encuentran vestigios. La atmósfera superior de Júpiter cuenta con pequeñas cantidades de hidrocarburos simples, tales como el etano, el acetileno y el diacetileno, que se forman a partir de metano afectado por la radiación solar ultravioleta y de partículas cargadas provenientes de la magnetosfera del planeta. Se cree que la presencia de dióxido de carbono, monóxido de carbono y agua en la parte superior de la atmósfera se debe a cometas que chocaron con el planeta, como es el caso del cometa Shoemaker-Levy 9. Es imposible que el agua provenga de la troposfera ya que la fría tropopausa actúa como trampa de calor, impidiendo que el agua se eleve hacia la estratosfera (véase «Estructura vertical»).
Las mediciones tomadas desde la Tierra y por sondas espaciales ampliaron el conocimiento sobre la tasa isotópica en la atmósfera joviana. Hasta julio de 2003, el valor aceptado de deuterio presente es de 2,25 ± 0,35 × 10−5, que probablemente represente el valor primordial en la nebulosa protosolar que dio origen al Sistema Solar. La tasa de isótopos de nitrógeno en la atmósfera de Júpiter, 15N a 14N, es de 2,3 × 10−3, un tercio más baja que la presente en la atmósfera terrestre (3,5 × 10−3). Este último descubrimiento es particularmente significativo, ya que las teorías previas acerca de la formación del Sistema Solar consideraban que el valor de la tasa de isótopos de nitrógeno en la Tierra era la primordial.

## Bandas, correas y chorros de aire

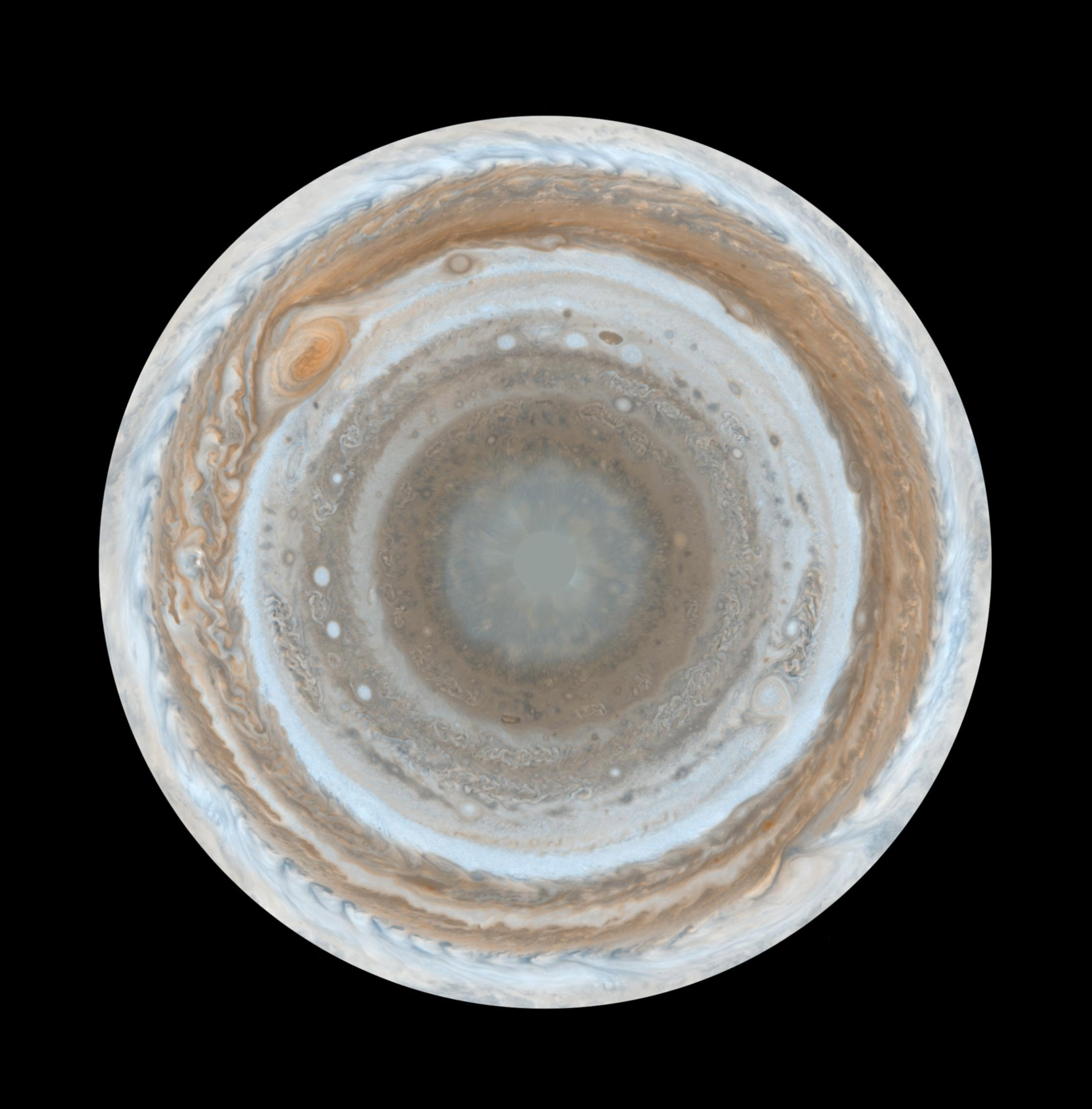
El mapa en color de Júpiter más detallado que existe en la actualidad, efectuado por la nave Cassini.

La superficie visible de Júpiter se encuentra dividida en varias bandas paralelas al ecuador. Existen dos tipos de bandas: las zonas (de color claro) y las correas (relativamente oscuras). La vasta Zona Ecuatorial (ZE) ocupa el espacio comprendido entre las latitudes aproximadas de 7°S a 7°N. Por encima y debajo de la ZE, las Correas Ecuatoriales Norte y Sur (CEN y CES) se extienen hasta los 18°N y 18°S, respectivamente. Más allá del ecuador se encuentran las Zonas Tropicales Norte y Sur (ZTrN y ZTrS). El patrón alterno de correas y zonas continúa hasta las regiones polares, a unos 50 grados de latitud, donde sus apariencias visibles se vuelven algo apagadas. La estructura básica correa-zona probablemente se extienda dentro de los polos y alcance al menos los 80° Norte y Sur.
La apariencia distinta de zonas y correas está provocada por la diferencia en la opacidad de las nubes. La concentración de amoníaco es mayor en las zonas, causando la presencia de nubes más densas de hielo de amoníaco a mayor altitud, lo que a su vez hace que sus colores sean más claros. Por otro lado, las nubes de las correas son más delgadas y se localizan a menor altitud. La troposfera superior es más fría en las zonas y más cálida en las correas. Se desconoce la naturaleza precisa de química que produce que las zonas y bandas de Júpiter sean tan coloridas, pero es posible que tenga relación con complejos compuestos de azufre, fósforo y carbono.
Las bandas jovianas limitan con corrientes atmosféricas zonales (vientos), denominados chorros de aire. Los chorros de aire hacia el oeste (retrógrados) se encuentran en la transición entre zonas y correas (alejándose del ecuador), mientras que los que van hacia el este (progrados) marcan la transición de correas a zonas. El patrón de estas corrientes hace que la velocidad de los vientos locales disminuya en las correas y aumente en las zonas desde el ecuador hacia el polo. Por lo tanto, la cizalladura del viento en las corrientes es ciclónica, y en las zonas es anticiclónica. La ZE es una excepción a esta regla, ya que presenta un potente chorro de aire hacia el este (prograda) y cuenta con la velocidad del viento mínima local exactamente en el ecuador. La velocidad de los chorros de aire son mayores en Júpiter y pueden superar los 100 m/s. Las mismas corresponden a las nubes de amoníaco situadas en el rango de presión que va de 0,7 a 1 bar. Los chorros de aire progrados suelen ser más fuertes que los retrógrados. La amplitud vertical de los chorros de aire se desconoce; estos se disuelven de dos a tres escalas de altura por encima de las nubes, mientras que, debajo del nivel de las nubes, los vientos aumentan levemente y de manera constante hasta al menos 22 bares (la máxima profundidad operacional a la que llegó la sonda Galileo).

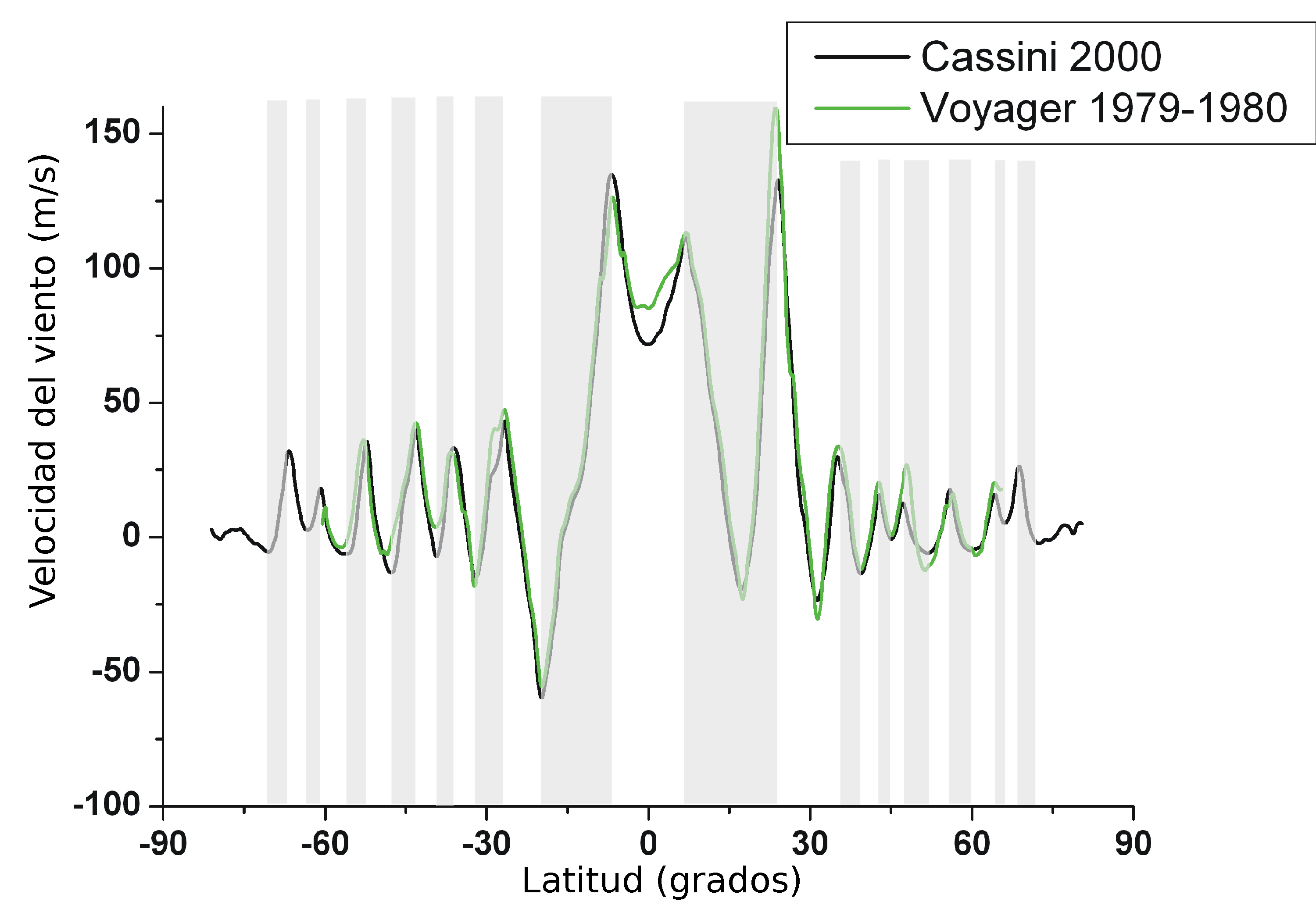
Velocidad de los vientos en la atmósfera joviana.

El origen de la estructura en bandas de Júpiter no es del todo claro. La teoría más simple señala que las zonas son lugares de surgencias atmosféricas positivas y las correas son manifestaciones de surgencias negativas. Cuando el aire rico en amoníaco se eleva en las zonas, se expande y enfría, formando nubes altas y densas. Sin embargo, en las correas, el aire desciende, calentándose de manera adiabática, y las nubes blancas de amoníaco se evaporan, dando paso a nubes más bajas y oscuras. La ubicación y amplitud de las bandas, y la velocidad y ubicación de los chorros de aire en Júpiter, son notoriamente estables y únicamente han variado en raras ocasiones entre 1980 y 2000. La leve disminución en la velocidad del chorro de aire más fuerte hacia el este, situado en el límite entre la Zona Tropical Norte y las Correas Templadas Norte, a 23°N, es un ejemplo de variación. No obstante, las bandas cambian de coloración e intensidad con el transcurso del tiempo (véase abajo).